# فان دي
فان دي هي لاعبة جمباز فني صينية، ولدت في 25 فبراير 1973.

## وصلات خارجية
- فان دي على موقع اللجنة الأولمبية الدولية (الإنجليزية)
- فان دي على موقع أوليمبيديا (الإنجليزية)